# Til·lodonts
Els til·lodonts (Tillodontia) són un subordre extint de mamífers de l'ordre dels cimolests que visqueren a l'hemisferi nord entre el Paleocè inferior i l'Eocè mitjà. Se n'han trobat restes fòssils al Canadà, els Estats Units, França, l'Índia, el Japó, Mèxic, el Pakistan, el Regne Unit i la Xina. Eren herbívors. Aparegueren a Àsia i des d'allí passaren primer a Nord-amèrica i després a Europa. Abastaven un ampli espectre de nínxols ecològics i de dimensions, amb una mida del crani que va des de 5 cm en les formes més petites fins a 35 cm en gèneres com Trogosus, que es calcula que pesava uns 150 kg i hauria recordat un os.